# رینهولد (دهانه)
رینهولد یک دهانه برخوردی در ماه‌ است.

## دهانه‌های اقماری
این دهانه ۸ دهانه اقماری دارد.
| Reinhold | عرض جغرافیایی | طول جغرافیایی | قطر          |
| -------- | ------------- | ------------- | ------------ |
| A        | ۴.۱° N        | ۲۱.۷° W       | ۴.۰ کیلومتر  |
| C        | ۴.۴° N        | ۲۴.۵° W       | ۴.۰ کیلومتر  |
| B        | ۴.۳° N        | ۲۱.۷° W       | ۲۶.۰ کیلومتر |
| D        | ۲.۶° N        | ۲۴.۵° W       | ۲.۰ کیلومتر  |
| G        | ۴.۸° N        | ۱۹.۸° W       | ۳.۰ کیلومتر  |
| F        | ۳.۴° N        | ۲۱.۴° W       | ۵.۰ کیلومتر  |
| H        | ۴.۲° N        | ۲۰.۹° W       | ۴.۰ کیلومتر  |
| N        | ۱.۶° N        | ۲۵.۴° W       | ۴.۰ کیلومتر  |